# Маріо Шенберг (детектор)
«Маріо Шенберг» — сферичний детектор гравітаційних хвиль, розташований у Сан-Паулу в Бразилії. Названий на честь бразильського фізика Маріо Шенберга (1914—1990), колишнього професора Університету Сан-Паулу. Складається з масивної сфери, яка слугує антеною, і набору параметричних перетворювачів для моніторингу основних режимів вібрації. Пристрій почали створювати в 2000 році в результаті проєкту Гравітон. Він став першим гравітаційно-хвильовим детектором в Латинській Америці.

## Учасники
Створений в результаті партнерства між Інститутом фізики Університету Сан-Паулу, Національним інститутом космічних досліджень, Лейденським університетом (Нідерланди), Федеральним центром технологічної освіти Сан-Паулу, Університетом Бандейранте та Аеронавігаційним технологічним інститутом.
За підтримки Фонду підтримки досліджень штату Сан-Паулу, проєкт координував Оділіо Деніс де Агіар з Національного інституту космічних досліджень.

## Технологія
Основним компонентом детектора є сфера вагою понад тонну, що складається з міді та 6 % алюмінію, охолоджена за допомогою рідкого гелію до температури всього на кілька сотих кельвіна вище абсолютного нуля. При цій температурі будь-які коливання атомів практично припиняються, що має полегшити спостереження гравітаційних хвиль на фоні теплового шуму. Сферична форма антени вирізняє «Маріо Шенберг» з-поміж більшості гравітаційно-хвильових детекторів, але споріднює його з MiniGrail — іншим сферичним детектором. Пошук збігів у результатах цих двох детекторів міг би збільшувати шанси виявлення гравітаційних хвиль.